# Zagori (Albânia)
Zagori é uma comuna (em albanês:  komuna) da Albânia localizada no distrito de Gjirokastër, prefeitura de Gjirokastër.